# Fritz Feigl
Fritz Feigl (geboren als Friedrich Israel Feigl 15. Mai 1891 in Wien, Österreich-Ungarn; gestorben 23. Januar 1971 in Rio de Janeiro, Brasilien) war ein österreichisch-brasilianischer Chemiker. Er hat an den Universitäten von Wien und Rio de Janeiro gelehrt. Fritz Feigl gilt als Begründer analytischer Tüpfeltests und hat somit zur Entwicklung einiger analytischer Schnelltests beigetragen.

## Leben
Geboren und aufgewachsen in einer gutbürgerlichen Familie in Wien, entwickelte Feigl sein kulturelles Interesse an Musik und Literatur. Körperliche Betätigung fand er in Skilaufen, Bergsteigen und Spaziergängen im Wienerwald. Fritz Feigl studierte an der Technischen Hochschule und schloss diese 1914 als Chemieingenieur ab.
1914 trat Fritz Feigl als Freiwilliger in das Österreich-Ungarische Heer ein und wurde im Ersten Weltkrieg an der russischen Front verletzt. Er wurde mehrfach ausgezeichnet und bis zum Hauptmann befördert.
Nach dem Krieg promovierte er 1920 bei Wilhelm Schlenk mit dem Thema Über die Verwendung von Tüpfelreaktionen in der qualitativen Analyse. Feigl verfolgte eine ausgezeichnete akademische Karriere, die ihn 1920 zum Assistenz-Professor, 1935 zum Professor für Anorganische Analytische Chemie und 1937 zum Lehrstuhlinhaber werden ließ. In dieser Zeit promovierte er zehn Doktoranden.
Fritz Feigl begründete die Volkshochschule, wo er bis zu seiner Auswanderung 1938 im Volksheim Ottakring dreimal die Woche für berufstätige Kriegsheimkehrer Vorlesungen hielt. Außerdem gab er einen Kurs für junge Frauen, bei dem er die 17-jährige Regine Freier kennenlernte.
Nach der Promotion von Regine im Arbeitskreis von Feigl heirateten sie. Aus der Ehe ging als einziger Sohn Hans E. Feigl hervor, der ebenfalls Chemiker wurde und im Alter von 28 Jahren an Krebs starb.
Als Österreich 1938 von den Nationalsozialisten an Deutschland angegliedert wurde, musste Feigl als Deutsch-Sudete jüdischer Abstammung seinen Lehrstuhl an der Wiener Universität aufgeben. Feigl und seine Familie wanderten zuerst in die Schweiz und dann nach Belgien aus, wo er noch eine Zeit bei Gevaert als Berater an Fotoentwicklern arbeiten konnte. In Gent konnte er sogar seine Lehrtätigkeit weiterführen.
Dort erhielt Feigl auch die Einladung, an der Universität von St. Andrews in Schottland zu lehren und zu forschen. Dankbar für dieses Angebot musste er es jedoch ablehnen, da die Reise nach Schottland mit jüdischen Reise- und Ausweispapieren sehr schwierig bis unmöglich war.
Nach der Invasion Belgiens durch die deutsche Wehrmacht im Jahr 1940 wurde Fritz Feigl in das französische KZ Perpignan gebracht. Regine und ihr Sohn konnten entkommen, weil sie Hans in Limburg an der holländischen Grenze, wo er zur Schule ging, abholen wollte. Mutter und Sohn zogen nach Toulouse, wo sie beim brasilianischen Botschafter in Vichy ein brasilianisches Visum für die drei bekommen konnte. Fritz und Regine planten die Flucht aus dem KZ und immigrierten nach Portugal. An der Grenze Spaniens zum neutralen Portugal konnten sie mit der Hilfe des Leutnants Baocin die Grenzsperren überwinden. Von Lissabon aus fuhren sie mit dem Flüchtlingsschiff Serpa Pinto nach Brasilien und kamen am 29. November 1940 in Rio de Janeiro an. 1944 nahm Fritz Feigl die brasilianische Staatsbürgerschaft an, die ihm dank seiner Arbeit frühzeitig bewilligt wurde.
Feigl lehnte mehrere Angebote auf US-amerikanische Lehrstühle ab, um in Rio, der Stadt, die er liebte, bleiben zu können. Bis zu seinem Tode 1971 arbeitete er an neuen analytischen Methoden.
Von seinen Mitarbeitern wurde er manchmal liebevoll der “Bahianer” genannt.
Im Jahr 2003 wurde in Wien-Donaustadt (22. Bezirk) der Fritz-Feigl-Weg nach ihm benannt.

## Werk
Seit seiner Promotionsarbeit 1920 “Über die Verwendung von Tüpfelreaktionen in der qualitativen Analyse” arbeitete Feigl unermüdlich an der Weiterentwicklung einfacher Nachweisreaktionen.
Fritz Feigl wurde bekannt als Begründer und Verbreiter der Tüpfelanalyse, einer einfachen und wirkungsvollen Methode, bei der die zu analysierende Substanz in kleiner Menge auf ein Filterpapier aufgetragen wird und mit einzelnen Tropfen von Reagenzien umgesetzt wird. Diese Methode ist heute immer noch üblich, weil sie ohne instrumentellen Aufwand relativ sichere Ergebnisse liefert. So hat Fritz Feigl mit seinen Mitarbeiter tausende von einfachen Tüpfeltests erarbeitet, die man letztlich als Vorläufer der heute üblichen Laborschnelltests (Urinteststreifen, Drogen-Schnelltest, Influenza-Schnelltest usw.) bezeichnen kann.
Bereits 1940 hatte der Leiter des Bergbaulaboratoriums des Geologischen Dienstes M.A.d. Silva Pinto den Professor für analytische Chemie an der Universidade Federal do Rio de Janeiro, Coriolano José Pereira da Silva, damit beauftragt, Personal auszuwählen und einzuarbeiten, um Feigls Tüpfelanalytik einzuführen. Coriolano hatte nämlich von der Ankunft Feigls erfahren und Pinto darüber informiert. Dieser bemühte sich sofort um die Anstellung Feigls im Laboratorium.
Sein Hauptwerk in Brasilien leistete er am Bergbaulaboratorium Brasiliens, das zu dieser Zeit dem Agrarministerium unterstellt war.
In einer anfangs spärlich eingerichteten Kammer, die später großzügig erweitert wurde, verbrachte Fritz Feigl seine wissenschaftliche Routine. Als unermüdlicher Arbeiter hielt er nur den Arbeitsbeginn ein, selten den Feierabend.
Eines der ersten ihm anvertrauten Projekte war die industrielle Herstellung von Koffein aus konzentrierten Kaffeeextrakten. Hierzu wurde in Santo André die Firma Alka unter der technischen Leitung von Regine Feigl gegründet. Innerhalb der drei Jahre dauernden Produktion wurden 48.000 Tonnen Kaffee zu 500 Tonnen Koffein verarbeitet. Das Koffein war in Kriegszeiten ein wichtiger Rohstoff für die Herstellung von Coca-Cola. Dabei kamen Feigls vor allem wegen der Geschäftstüchtigkeit Regines zu ihrem ersten kleinen Wohlstand.
Mit dem Ende des Zweiten Weltkrieges öffnete sich der Europäische Markt wieder für die Einfuhr von Kaffee. Allerdings stieg der Kaffeepreis so sehr an, dass die Alka nicht mehr rentabel arbeiten konnte.
In einem weiteren Projekt entwickelte Feigl 1946 die Extraktion von Phosphaten aus Maranhão-Apatit für die Kunstdüngerherstellung. Der Prozess wurde zwar nicht gleich wirtschaftlich genutzt, aber im Namen des Bergbaulaboratoriums 1946 zum Patent angemeldet.
Dieses von ihm geleitete Laboratorium war auf wissenschaftlichem Gebiet hoch produktiv und besaß internationale Anerkennung. In Zusammenarbeit mit vielen nationalen und internationalen Wissenschaftlern wurden im Labor unzählige neue Forscher und Wissenschaftler aus- und weitergebildet. Feigl hinterließ ein großes Werk mit hunderten von Veröffentlichungen, mehreren Büchern, Texten und Monografien in mehreren Sprachen.
1949 wurde sein wohl bekanntestes Werk Química de reações específicas (Chemie der spezifischen Reaktionen) in Brasilien veröffentlicht.
Seine außergewöhnliche Fähigkeit, verschiedene Eigenschaften von chemischen Reaktionen zu nutzen, hat ein neues und auch für andere Zweige der Chemie interessantes Feld eröffnet.
Feigl war wohl einer der wichtigsten Chemiker der analytischen Chemie des 20. Jahrhunderts. Er sah die Chemie als eine einzige Wissenschaft, deren Bereiche untrennbar miteinander verbunden sind. “In der analytischen Chemie erhalten wir regelmäßig Ergebnisse welche auch für die anderen Bereiche von grösstem Interesse sind.”
Viele neue Verbindungen und Reaktionen der Komplexchemie und physikalischen Chemie wurden bei der Entwicklung der analytischen Methoden entdeckt.
Fritz Feigl betrachtete die Analytik als ideales Betätigungsfeld der experimentellen Chemie, die sich nur in ihrem analytischen Ziel von den anderen Bereichen unterscheidet, aber ansonsten die gleichen Reaktionen benutzt.

## Maskierung und Demaskierung in der Chemie – Selektivität in der Chemie
Feigl hat die Konzepte für Maskierung und Demaskierung eingeführt und in seinem Buch “Specific, Selective and Specific Reactions” näher erklärt. Diese Reaktionen wurden für die Komplexchemie sehr wichtig.
Selektive Funktionalisierung für die Entwicklung neuer Reaktionen
Im Bergbaulabor hat Fritz Feigl neue Reagenzien synthetisiert mit dem Ziel spezifische funktionelle Gruppen einzufügen. Diese Arbeit setzt ein fundamentales Wissen über funktionelle Gruppen, Orbitalsprünge von Elektronen und molekulare Schwingungen voraus.
Der Einfluss der Kapillarkraft des Filterpapiers auf den Nachweis der Komponenten bei der Tüpfelmethode
Bei der Entwicklung der Tüpfelmethode hat Feigl die Kapillarkraft des Filterpapiers zur Trennung von Ionen ausgenutzt. Später wurde diese Methode in der Dünnschichtchromatografie eingesetzt.
Einige der heute von verschiedenen Herstellern angebotenen analytischen Schnelltests basieren auf Feigls Entwicklungen.

## Auszeichnungen
- 1931: Fritz-Pregl-Preis
- 1957: Wilhelm-Exner-Medaille
- 1961: Österreichisches Ehrenzeichen für Wissenschaft und Kunst

## Fritz-Feigl-Preis
- In Brasilien wird seit 1996 vom CRQ-IV (4. Regionaler Chemie Verband) der Fritz-Feigl-Preis ausgeschrieben (Prêmio Fritz Feigl), um Chemiker auszuzeichnen und zu fördern. Die Gewinner erhalten eine Urkunde, eine Medaille und ein Preisgeld (2005 waren es 12.000 Euro).
- (ASAC) Der Fritz-Feigl-Preis wird im Jahr 2012 von der Firma Bruker gesponsert.[4]

## Veröffentlichungen
- Qualitative Analysis by Spot Tests. 2. Auflage. Elsevier, Amsterdam 1939.
- Chemistry of Specific, Selective and Sensitive Reactions. Academic Press, New York 1949.
- Laboratory Manual of Spot Tests. (Trad. Ralph E. Oesper), Academic Press, New York 1943.